# Црква свете Петке (Мајиш)
Црква свете Петке је један од православних храмова Српске православне цркве у Мајишу (мађ. Majs). Црква припада Будимској епархији Српске православне цркве.
Црква је посвећена светој Петки.

## Историјат
Почетком 18. века на месту данашње цркве постојала је првобитна црква. Данашња, скромна сеоска црква подигнута је 1781. године. Веће поправке на њој су рађене 1859. и 1882. године. 

## Архитектура
Црква свете Петке у Мајишу је једноставног архитектонског решења, у маниру провинцијског барока. Метални украс торња је њен украс - истичу се двоспратни декоративни отвори, први у виду псеудолантерне, а други у купастом сужавању четири корака на које належе базис с јабуком и крстом.
Након зидања цркве постављена је једноставна олтарска ограда са зографским иконама претходног иконостаса. Српски сликар Јаков Недић са сином Стојаном је 1806. године осликао садашњи иконостас.
Црква свете Петке у Мајишу је парохија Архијерејског намесништва мохачког чији је Архијерејски намесник Јереј Зоран Живић. Администратор парохије је јереј Милан Ерић.